# Guernanville

Guernanville este o comună în departamentul Eure, Franța. În 1 ianuarie 2018 avea o populație de 103 de locuitori.